# Ostpreussisk ras
Ostpreussiska rasen, inom djurskötseln en svartbrokig nötkreatursras i Ostpreussen, som bildats genom korsning av holländsk och ostfrisisk boskap.